# José de Sousa
José Augusto Oliveira de Sousa, meglio noto come José de Sousa (pronuncia portoghese [ʒuzˈɛ dɨ sˈozɐ]; Azambuja, 25 febbraio 1974), è un giocatore di freccette portoghese.
Vive a Tarragona e ha rappresentato la Spagna alla Coppa del Mondo WDF 2011, giocando poi successivamente per il Portogallo al PDC.
Ha vinto il suo primo titolo importante televisivo al Grand Slam of Darts nel 2020 e secondo il PDC Order of Merit è al 15º nel ranking mondiale.
È conosciuto tra i fan delle freccette per i suoi punteggi anticonformisti e per i checkout non ortodossi nelle partite.

## Carriera
De Sousa si è qualificato per il Campionato Mondiale di Freccette PDC del 2012, dopo aver vinto le Qualificazioni PDC dell'Europa Occidentale nel 2011, battendo Eduardo Lopes in finale. È diventato il primo giocatore portoghese a qualificarsi per entrambe le versioni del campionato mondiale di freccette. Ha perso 4-3 nel turno preliminare contro il sudafricano Devon Petersen. Nel resto dell'anno vinse il Campionato Nazionale della Catalogna e l'Open di Catalogna battendo in finale Antonio Jimenez.  De Sousa ha vinto il Campionato Europeo Soft Tip Bullshooter 2013 con una vittoria su Franck Guillermont. Ha raggiunto la finale del 2015 Catalan Open, ma ha perso 6-1 contro Carles Arola.
De Sousa ha vinto l'FCD Anniversary Open 2016 superando Willem Mandigers 6-1 in finale.  Nel 2017, il secondo giorno della Q School, è arrivato vicino alla vittoria di una PDC Tour Card di due anni, perdendo poi 5-2 contro Royden Lam nel round finale.
Dopo una sconfitta al primo turno al PDC World Darts Championship 2019 contro Michael Barnard, De Sousa è andato alla PDC European Q-School nel gennaio 2019 e ha vinto una Tour Card per la prima volta, finendo sesto in Order of Merit per sigillarne almeno due anni sul PDC ProTour.
Ha apportato miglioramenti graduali durante il suo primo anno in tour e ha fatto la sua prima finale PDC al Players Championship 18, ma ha perso 8-5 contro James Wade. De Sousa è poi diventato il primo giocatore portoghese a vincere un titolo PDC al Players Championship 23. Ha battuto Peter Wright 7-3 in semifinale e Gerwyn Price 8-1 in finale.
Nel marzo 2020, De Sousa ha fatto il suo debutto agli UK Open del 2020, ma ha perso contro il giovane gallese Lewy Williams 6-4 al terzo round.
Nel 2020, De Sousa ha vinto il suo primo titolo del PDC European Tour, battendo il giocatore numero 1 Michael Van Gerwen in finale 8-4, con una media di 105,79. Il suo check-out vincente è stato un 88 non ortodosso di triplo 8, doppio 14, doppio 18, e con quella vittoria ha seguito il premio del vincitore di £25.000. Due settimane dopo, nel Campionato Europeo 2020, De Sousa è riuscito a centrare il suo primo nine-dart finish mai trasmesso in televisione, vincendo per 6-3 su Jeffrey de Zwaan. Portogallo non era nella lista degli iscritti per la Coppa del Mondo di freccette 2020 PDC, ma Singapore si è ritirata dalla competizione come Harith Limnon poteva volare in Austria. Sono stati sostituiti dal Portogallo (rappresentato da de Sousa e José Marquês) e insieme hanno sconfitto la squadra dell'Ungheria al primo turno 5-0, tuttavia, al secondo turno hanno perso contro l'Austria.
Continuando una buona fase di forma, De Sousa ha vinto il suo primo titolo importante nel Grand Slam of Darts 2020. Dopo aver battuto Krzysztof Ratajski e Lisa Ashton nella fase a gironi, ha poi sconfitto Dave Chisnall, vendicato una sconfitta nella fase a gironi contro Michael Smith nei quarti di finale, battuto Simon Whitlock in semifinale, poi ha sconfitto James Wade negli ottavi di finale. De Sousa è diventato il primo vincitore portoghese di un torneo importante ed è entrato nella Top 16 del mondo vincendo l'evento.
De Sousa si è qualificato per il campionato mondiale di freccette PDC 2021 tramite PDC Order of Merit come 14 ° seme. Ha sconfitto Ross Smith nel secondo round per 3-1, ma perse 0-4 contro Mervyn King nel terzo round, nonostante una media di 103,62. Ha concluso l'anno al 15 ° posto in PDC Order of Merit e si è assicurato la sua tessera del tour, ed è stato nominato come uno dei 10 concorrenti nelle freccette della Premier League 2021.

## Finali di carriera

### Finali principali PDC: 2 (1 titolo, 1 secondo classificato)
| Risultato | No. | Anno | Campionato          | Sfidante in finale | Punteggio |
| Vincitore | 1.  | 2020 | Grand Slam of Darts | James Wade         | 16–12 (l) |
| Secondo   | 1.  | 2021 | Premier League      | Jonny Clayton      | 5–11 (l)  |

## Prestazioni di carriera
| Campionato del mondo PDC         | PR | NQ | NQ | NQ | NQ | NQ | NQ  | 1R | 1R | 3R |
| Premier League Darts             | NQ | NQ | NQ | NQ | NQ | NQ | NQ  | NQ | NQ |    |
| UK Open                          | NQ | NQ | NQ | NQ | NQ | NQ | NQ  | 2R | 3R | 6R |
| World Matchplay                  | NQ | NQ | NQ | NQ | NQ | NQ | NQ  | NQ | 1R |    |
| World Grand Prix                 | NQ | NQ | NQ | NQ | NQ | NQ | NQ  | NQ | 1R |    |
| European Championship            | NQ | NQ | NQ | NQ | NQ | NQ | NQ  | NQ | 2R |    |
| Grand Slam of Darts              | NQ | NQ | NQ | NQ | NQ | NQ | NQ  | NQ | V  |    |
| Players Championship Finals      | NQ | NQ | NQ | NQ | NQ | NQ | NQ  | 2R | 3R |    |
| Eventi televisivi non importanti |    |    |    |    |    |    |     |    |    |    |
| Masters                          | NQ | NQ | NQ | NQ | NQ | NQ | NQ  | NQ | NQ | 1R |
| PDC World Cup of Darts           | NG | NG | NG | NG | NG | NG | NG  | NG | 2R |    |
| Statistiche di carriera          |    |    |    |    |    |    |     |    |    |    |
| Classifica di fine anno          | -  | -  | -  | -  | -  | -  | 161 | 61 | 15 |    |

| Legenda prestazioni di carriera | Legenda prestazioni di carriera | Legenda prestazioni di carriera | Legenda prestazioni di carriera  | Legenda prestazioni di carriera | Legenda prestazioni di carriera |
| ------------------------------- | ------------------------------- | ------------------------------- | -------------------------------- | ------------------------------- | ------------------------------- |
| NG                              | Non ha giocato nell'evento      | #R                              | Perso nei primi turni del Torneo | QF                              | Perso ai Quarti di Finale       |
| SF                              | Perso in Semifinale             | F                               | Perso in Finale                  | V                               | Ha vinto il Torneo              |